# Consideració de la representabilitat

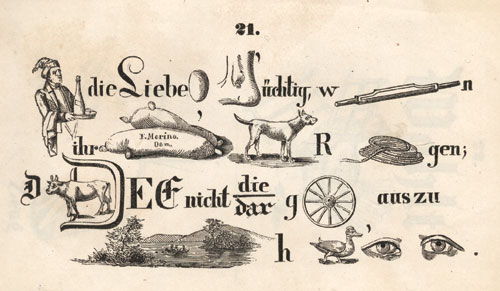
La consideració de la representabilitat duu a compondre el somni com un pictograma a desxifrar. En la imatge: pictograma en un almanac de 1861

La consideració de la representabilitat (en alemany Rücksicht auf Darstellbarkeit) és un concepte psicoanalític desenvolupat per Sigmund Freud per designar una condició o exigència a què es veuen sotmesos els procediments onírics de figuració: els pensaments del somni s'han de poder representar per imatges visuals, i això requereix transformar-los i seleccionar-ne aquells per als quals hi ha imatges escaients.
Aquesta figuració sotmesa a la condició de la representabilitat és un dels quatre processos psíquics que Freud descriu com a responsables de la formació del somni, i els altres tres en són la condensació, el desplaçament i l'elaboració secundària.

## Descripció
Com que el somni exigeix que tots els pensaments i idees que s'hi hauran d'expressar ho facen amb imatges visuals, la consideració de la representabilitat té un paper essencial en la seua formació.
De tots els pensaments centrals del somni se seleccionaran les branques que poden representar-se amb imatges. En aquest sentit, és la contrapartida de la condensació, ja que aquesta s'encarrega de seleccionar, de tot l'univers d'imatges possibles, les que condensen diverses significacions.
Respecte als desplaçaments, la consideració de la representabilitat fa que una determinada expressió es desplace des del mot no representable a una imatge substituta.

J. Laplanche i J. B. Pontalis n'aporten un exemple molt il·lustrador en el seu Diccionari de psicoanàlisi:
Així, el desplaçament de l'expressió (Ausdrucksverschiebung) proporcionarà una baula (una paraula concreta) entre el concepte abstracte i una imatge sensorial (exemple: desplaçament del terme «aristòcrata» pel de «situat amunt», que es pot representar per una «torre elevada».
El somni no pot representar d'una manera lògica les relacions entre els distints elements que el componen. No serà possible (com intenta el discurs conscient del subjecte en vigília) una il·lació lògica que expresse relacions de causa, pertinença, inclusió o exclusió, conjunció i disjunció. El somni no és un discurs lògic, ni "un dibuix" o imatge que es puga interpretada com a tal. Freud insisteix en la necessitat que el treball interpretatiu treballe amb la idea que un somni s'assembla més a un jeroglífic (a desxifrar) o un pictograma:
 
«Pensaments i contingut del somni se'ns presenten com dues figuracions del mateix contingut en dos llenguatges diferents; això és, el contingut del somni se'ns apareix com una transferència dels pensaments del somni a un altre mode d'expressió, els signes i lleis d'articulació de la qual hem de destriar comparant-ne entre l'original i la traducció. Els pensaments del somni ens resulten comprensibles quan els coneixem. El contingut del somni se'ns dona, per dir-ho així, en una pictografia, amb signes que cal transferir al llenguatge dels pensaments del somni. Ens enganyaríem si volguéssem llegir aquests signes segons el seu valor figural en lloc de la seua referència sígnica [...]; el somni és un pictograma d'aquella mena, i els nostres predecessors en el camp de la interpretació dels somnis cometeren l'error de jutjar la pictografia com una composició pictòrica. Com a tal, els semblà absurda i sense de valor.»Més endavant, Freud afig açò sobre el funcionament específic dels procediments de figuració onírica sotmesos a aquesta condició de representabilitat:

«Entre els diferents nusos col·laterals dels pensaments onírics essencials, es prefereix els que permeten una figuració visual i el treball del somni no estalvia esforços per refondre potser primer els pensaments abstractes en una altra forma lingüística, encara més insòlita, per tal que en possibilite la figuració i concloga el destret psicològic del pensament escanyat.»

Aquests procediments de figuració i la regla de representabilitat no constitueixen un treball de composició creativa, sinó que s'assemblen més a un treball de traducció. Tampoc no són «creatius» els altres processos psíquics de treball del somni: la seua missió és l'emmascarament.

## Figuració onírica i simbolisme
El 1914, quinze anys després de la publicació de La interpretació dels somnis, Freud en feu una addenda en el capítol VI, per aclarir el punt controvertit dels "somnis típics" que descriu en el capítol anterior. Freud albirava un cert perill que aquesta "figuració amb símbols típics" acabàs sent una nova versió de "clau dels somnis", paradigma d'allò que volia allunyar-se el seu mètode interpretatiu basat en les associacions lliures del somni. En aquest afegit, Freud afirma que la traducció a símbols hauria d'utilitzar-se només com a tècnica auxiliar.